# 관산후구

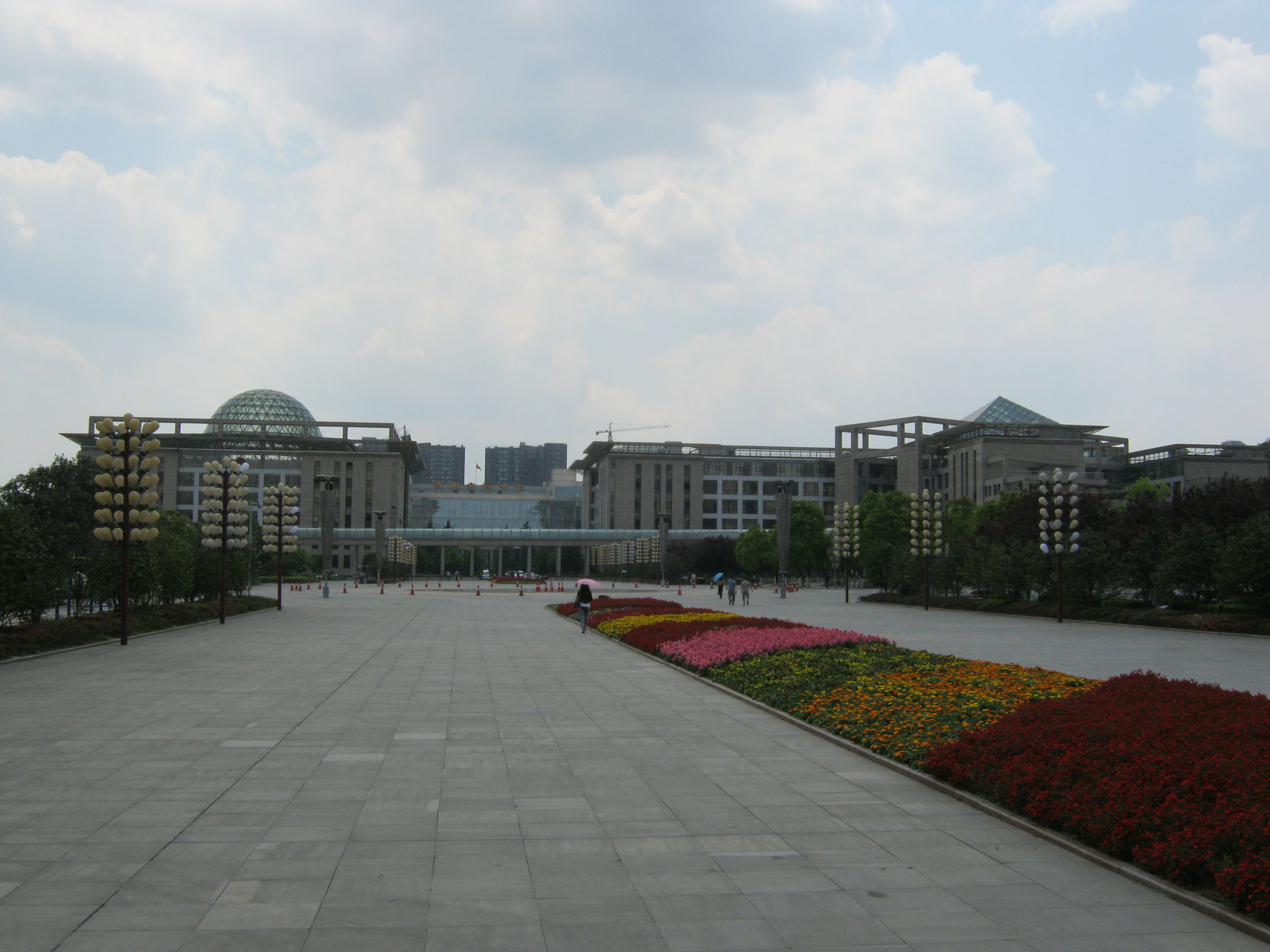

관산후구(한국어: 관산호구, 중국어: 观山湖区, 병음: Guānshānhú Qū)는 중화인민공화국 구이저우성 구이양 시의 시할구이다. 넓이는 307km2이고, 인구는 250,000명이다. 이전 이름은 진양 신구(한국어: 금양신구, 중국어: 金阳新区, 병음: Jīnyáng Xīnqū)이다. 2012년 12월 현재의 이름으로 변경했다.

## 행정 구역
5개사구 , 2개 진, 1개 향을 관할한다.
- 사구:碧海社区、世纪城社区、金华园社区、新世界社区、逸景社区
- 진: 金華鎮, 朱昌鎮.
- 향: 百花湖乡.